# Gmina Brzyska
Die Gmina Brzyska ist eine Landgemeinde im Powiat Jasielski der Woiwodschaft Karpatenvorland in Polen. Ihr Sitz ist das gleichnamige Dorf mit etwa 1900 Einwohnern.

## Gliederung
Zur Landgemeinde (gmina wiejska) Brzyska gehören folgende Dörfer mit einem Schulzenamt:
Błażkowa, Brzyska, Dąbrówka, Kłodawa, Lipnica Dolna, Ujazd und Wróblowa.